# Pattambi
Pattambi es una ciudad censal situada en el distrito de Palakkad en el estado de Kerala (India). Su población es de 28632 habitantes (2011). Se encuentra a 55 km de Palakkad y a 35 km de Thrissur.

## Demografía
Según el censo de 2011 la población de Pattambi era de 28632 habitantes, de los cuales 14049 eran hombres y 145823 eran mujeres. Pattambi tiene una tasa media de alfabetización del 95,18%, inferior a la media estatal del 94%. la alfabetización masculina es del 97,08%, y la alfabetización femenina del 93,38%.